# Poecilogale albinucha
La zorilla dalla nuca bianca (Poecilogale albinucha Gray, 1864), unico membro del suo genere, è un piccolo mustelide bianco e nero originario dell'Africa sub-sahariana.

## Descrizione
La zorilla dalla nuca bianca è uno dei mammiferi carnivori più piccoli dell'Africa; ha corpo allungato e zampe corte. Gli adulti misurano 27–32 cm, ai quali vanno aggiunti altri 16–20 cm di coda. I maschi sono più grandi delle femmine: pesano in media 339 g, contro i 251 g delle seconde. Il manto è prevalentemente nero, con quattro bande di colore variabile dal bianco al giallastro chiaro che si estendono lungo il dorso, una macchia bianca sulla sommità della testa, e una coda nera.
La testa è allungata, con occhi piccoli, muso breve e largo e orecchie piccole. I denti carnassiali sono brevi, e i canini lunghi. Gli artigli sono aguzzi e ricurvi, e la coda è lunga e folta. Le femmine hanno generalmente quattro mammelle. Come molti altri mustelidi, la zorilla dalla nuca bianca possiede ghiandole odorifere ben sviluppate nella regione perineale che possono spruzzare un fluido maleodorante quando l'animale si sente minacciato.

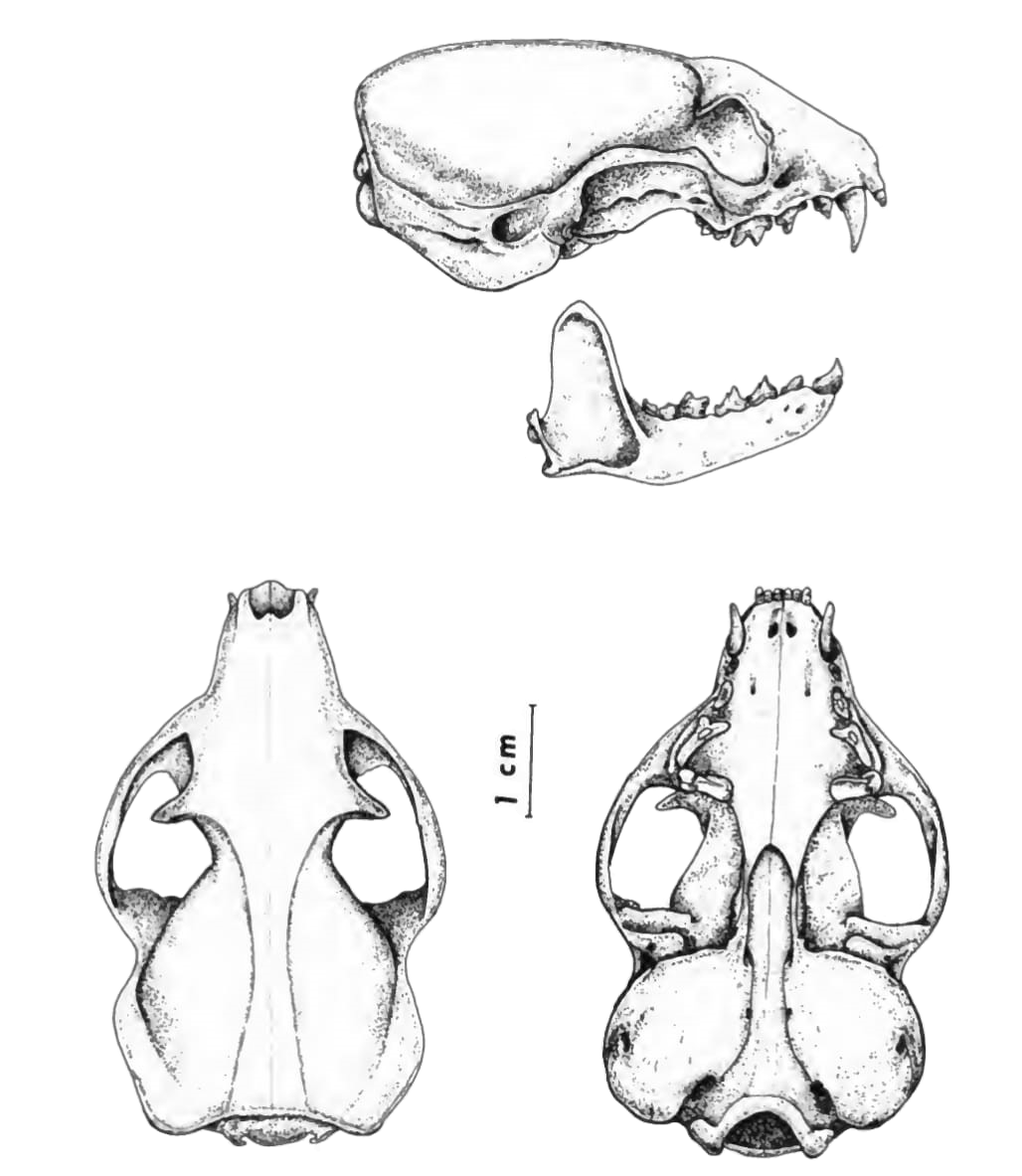
Cranio.

## Distribuzione e habitat
La zorilla dalla nuca bianca abita gran parte dell'Africa a sud dell'Equatore. Il suo areale si estende dalla Repubblica Democratica del Congo al Kenya a nord, e fino al Sudafrica meridionale a sud. Entro questa regione, si rinviene più comunemente in habitat di savana, ma è presente anche in foreste e distese erbose. Vive generalmente al di sotto dei 1.500 m di quota, ma occasionalmente può spingersi fino a 2.200 m.

## Biologia

### Comportamento
Le zorille dalla nuca bianca sono cacciatrici notturne di piccoli mammiferi, uccelli e rettili, ma si nutrono quasi interamente di roditori delle loro stesse dimensioni o più piccoli. Cacciano principalmente basandosi sull'olfatto, attaccando la preda con un rapido balzo e afferrandola nella parte posteriore del collo. Dopo l'assalto iniziale, la uccidono strattonandola e colpendola con le zampe, sfruttando il proprio corpo sottile, flessibile e muscoloso per stordire e lacerare la preda. Talvolta immagazzinano le prede nella propria galleria invece di mangiarle immediatamente.
La zorilla conduce vita generalmente solitaria, ma talvolta due esemplari possono scavare gallerie assieme. Pur essendo una scavatrice provetta, talvolta può riposare in cavità naturali quali tronchi cavi o fenditure nella roccia. Deposita i propri escrementi in latrine ben definite, probabilmente con lo scopo di effettuare una marcatura olfattiva. Quando si incontrano tra loro, i maschi possono diventare molto aggressivi: inizialmente gonfiano la coda, emettono brevi mugolii e si lanciano in finti attacchi, ma poi, se nessuno dei due si ritira, combattono prendendosi a morsi e scuotendosi con forza, emettendo grida aggressive.
Gli studiosi hanno identificato sei tipi diversi di richiamo. Oltre a quelli di avvertimento e di aggressività menzionati prima, e a un terzo tipo di richiamo che costituisce una sorta di transizione tra i due, vi sono anche un richiamo che segnala la sottomissione di un maschio che si ritira, un richiamo che indica una resa durante un combattimento, e un richiamo di saluto utilizzato solo tra maschi e femmine e tra i piccoli e la loro madre. I piccoli emettono inoltre grida di afflizione quando vengono separati dalla madre.

### Riproduzione
L'accoppiamento ha luogo tra la primavera e l'estate, e include almeno tre incontri di copulazione, ognuno dei quali della durata di 60-80 minuti, in un unico periodo di 24 ore. Le femmine danno alla luce una singola nidiata di due o tre piccoli dopo un periodo di gestazione di 30 giorni.
I piccoli vengono partoriti in una galleria, e alla nascita sono ciechi, privi di pelo e pesano solamente 4 g ciascuno. I loro canini spuntano all'età di cinque settimane, mentre gli occhi si aprono dopo sette settimane. A partire dalle undici settimane di vita, vengono svezzati, e iniziano a uccidere da soli le prede a tredici settimane. A 20 settimane sono grandi come gli adulti, e a otto mesi raggiungono la maturità sessuale.

## Tassonomia
Gli studiosi riconoscono cinque sottospecie:
- P. a. albinucha Gray, 1864;
- P. a. bechuanae Roberts, 1931;
- P. a. doggetti Thomas e Schwann, 1904;
- P. a. lebombo Roberts, 1931;
- P. a. transvaalensis Roberts, 1926.

## Folklore
Secondo il folklore africano, se si recide il naso a una zorilla questo ricrescerà di colore più chiaro, ma l'accaduto porterà sfortuna alla famiglia di chi l'ha reciso e il suo raccolto sarà magro. Da questa credenza deriva l'espressione «Non bisogna scherzare con il naso di una zorilla».